# Blåmålla
Blåmålla (Oxybasis glauca) är en växtart i släktet flottmållor och familjen amarantväxter. Den beskrevs av Carl von Linné, och fick sitt nu gällande namn av S. Fuentes, Uotila och Borsch.

## Beskrivning
Blåmållan är en ettårig ört som växer vilt i stora delar av det tempererade Eurasien. Den räknas även som inhemsk i Australien, och har även introducerats i andra tempererade delar av världen. I Sverige förekommer den i hela landet utom Lappland, Jämtland och Härjedalen, och återfinns på mänskligt störd mark och havsstränder.